# Rhagoditta corallipes
Rhagoditta corallipes är en spindeldjursart som först beskrevs av Simon 1885.  Rhagoditta corallipes ingår i släktet Rhagoditta och familjen Rhagodidae. Inga underarter finns listade i Catalogue of Life.